# Vila čp. 341/17 (Hrabůvka)
Martínkova vila je funkcionalistická vila v Ostravě-Hrabůvce. Nechal si ji postavit spisovatel Vojtěch Martínek. Stavěl ji architekt a stavitel Karel Gajovský v letech 1929–1930. Jedná se o zděný jednopatrový, podsklepený objekt se dvěma rizality a valbovou střechou. Součástí domu je pamětní deska s bustou Vojtěcha Martínka, od sochařky Jaroslavy Lukešové. Je zachována i část původního interiéru. V roce 1990 byla vila, včetně pamětní desky, prohlášena kulturní památkou. Její adresou je Klegova 341/17.